# ペトラ・フェルケ
ペトラ・フェルケ (Petra Felke-Meier、1959年7月30日 - )は、旧東ドイツの陸上競技選手。1988年ソウルオリンピック女子やり投の金メダリストである。
フェルケは、1985年には75.26mを投げ初めての世界記録を樹立。同じ日に75.40mを投げ世界記録を更新。1987年には、世界記録を78.90mまで高める。さらに、ソウルオリンピックの直前の1988年9月には、史上初めて80mの大台に乗せる80.00mの世界新記録を達成した。（記録はすべて旧規格のやりによるもの）

## 主な実績
| 年   | 大会                 | 場所                           | 種目   | 結果 | 記録   |
| ---- | -------------------- | ------------------------------ | ------ | ---- | ------ |
| 1981 | ユニバーシアード     | ブカレスト（ルーマニア）       | やり投 | 1位  | 65.20m |
| 1981 | IAAFワールドカップ   | ローマ（イタリア）             | やり投 | 2位  | 66.60m |
| 1985 | IAAFワールドカップ   | キャンベラ（オーストラリア）   | やり投 | 2位  | 66.22m |
| 1986 | ヨーロッパ陸上選手権 | シュトゥットガルト（西ドイツ） | やり投 | 銀   | 72.52m |
| 1987 | 世界陸上選手権       | ローマ（イタリア）             | やり投 | 銀   | 71.76m |
| 1988 | オリンピック         | ソウル（韓国）                 | やり投 | 金   | 74.68m |
| 1989 | IAAFワールドカップ   | バルセロナ（スペイン）         | やり投 | 1位  | 70.32m |
| 1990 | ヨーロッパ陸上選手権 | スプリト（ユーゴスラビア）     | やり投 | 銅   | 66.56m |
| 1991 | 世界陸上選手権       | 東京（日本）                   | やり投 | 銀   | 68.68m |